# Hokky Károly
Hokky Károly (Szepsi, 1883. január 31. – Cleveland, 1971. január 16.) felvidéki magyar politikus, országgyűlési képviselő.

## Élete
Egyetemi tanulmányait Budapesten és Kolozsváron, bölcsészeti karon végezte, majd tanári oklevelet szerzett. Tanári pályáját Budapesten kezdte, majd Kassára helyezték.
Az első világháború alatt besorozták katonának, a 34. gyalogezred tartalékos tisztjeként az orosz fronton teljesített szolgálatot, de miután megsebesült, szolgálaton kívüli viszonyba helyezték, és különböző megszállt területeken teljesített szolgálatot. A háború befejezte után visszatért Kassára, de miután a Csehszlovák Légió megszállta a várost, 1919-ben a többi magyar tanárral együtt elbocsátották munkahelyéről.
1921-ben Nagyszőlősön a Kárpátaljai Keresztényszocialista Pártnak lett főtitkára, majd 1928-ban megválasztották tartománygyűlési képviselőnek, egy év múlva pedig a prágai nemzetgyűlés képviselője lett. 1935 és 1939 között szenátor volt a csehszlovák parlamentben, de az első bécsi döntés után megfosztották mandátumától. Ekkor visszatért Kárpátaljára, majd miután a magyar hadsereg megszállta a területet, az újonnan létrehozott Magyar Nemzeti Tanács elnöke, valamint az Egyesült Magyar Párt színeiben meghívott képviselő lett a magyar országgyűlésen.
A Határszéli Ujság (Ungvár) felelős szerkesztője volt.

### A második világháború után
A Kárpátalja felé közeledő szovjet Vörös Hadsereg elől Hokky még 1944 őszén az ország belsőbb részeibe, majd nyugatra menekült. Évekig az amerikai megszállási övezetben, Bajorországban élt a családjával, ezt támasztja alá az is, hogy István fia 1947–1948-ban egy Passau közelében létesített Duna-parti menekülttábor magyar gyermekek számára létesített iskolájában tanult. Menekülése nem volt alaptalan, mert abban az 1946. augusztus 1-jén keltezett Kimutatásban, amelyet a háborús bűnösökről állítottak össze, más képviselőházi tagok mellett az ő neve is szerepelt.
A Hokky család 1952. február 3-án Bremerhavenből a USS General S. D. Sturgis nevű hajóval az Amerikai Egyesült Államokba indult, majd ott Clevelandben telepedtek le. A családfő hamarosan csatlakozott a még 1947 őszén New Yorkban létrejött Magyar Nemzeti Bizottmányhoz, melynek egyébként már 1950 elejétől volt európai tagja. Még ugyanebben az évben alapító elnöke volt Clevelandban a Kárpátaljai Magyarok Szövetségének, majd éveken keresztül ügyvezető elnökként vett részt a New Yorkban székelő Kisebbségtudományi Felvidéki Tudományos Társaság működtetésében. 1971. január 16-án hunyt el Clevelandben, 88 éves korában.